# Helen Mack Chang

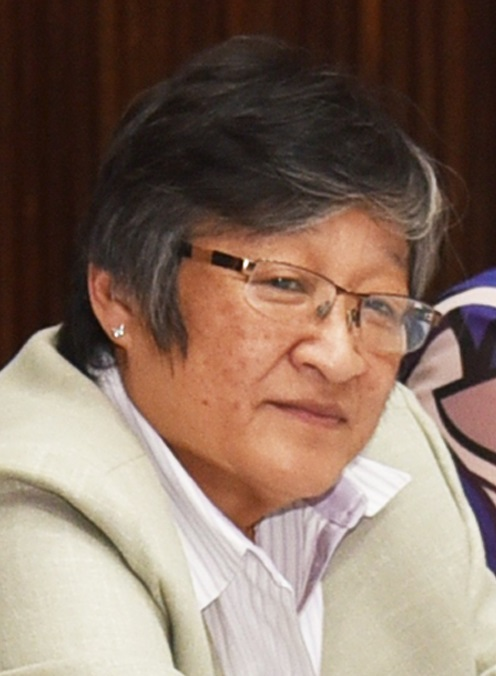
Helen Mack Chang

Helen Mack Chang (ur. 19 stycznia 1952 w Retalhuleu) – działaczka na rzecz praw człowieka i bizneswoman z Gwatemali.
Została obrońcą praw człowieka, kiedy jej siostra, antropolog Myrna Mack Chang 11 września 1990 została zamordowana przez wojsko gwatemalskie. Doszło do potępienia z nazwiska morderców z przełomową decyzją Międzyamerykańskiego Trybunału Praw Człowieka. W 2004 r. rząd Gwatemali uznał swoje obowiązki i zapewnił odszkodowanie Mack i jej rodzinie.
W 1992 roku Helen Mack Chang otrzymała Alternatywną Nagrodę Nobla (Right Livelihood Award). W 1993 roku założyła Fundację Myrna Mack, aby wspierać ściganie zabójców jej siostry, a także programy dotyczące praw człowieka i wsparcie dla ofiar.
W 2010 r. na zlecenie prezydenta Gwatemali Álvaro Colom zbadała powtarzające się przypadki korupcji policji.